# 江戸に現れたキングコング
『江戸に現れたキングコング』（えどにあらわれたキングコング）は、1938年3月18日に公開された日本映画。熊谷草弥監督、全勝キネマ製作。タイトルは単に『キング・コング』としている資料もある。

## 概要
1933年に公開された『キング・コング』を思わせる怪猿が登場する時代活劇で、全勝キネマの「三週年記念超特作」として制作された。本作は「邦画史上初めて巨大な怪獣が登場する映画なのでは？」と言われたこともあったが、劇中の「キングコング」（類人猿）はあくまで等身大であるとされており、適当ではない。しかし、この類人猿の造形とスーツアクターを後に多くの特撮作品を手掛けた大橋史典（樺山龍之介）が担当していることもあり、「日本の怪獣映画の前史」といわれることもある。また、海外の怪獣ファンの間でも一定の知名度がある。現在原版は所在不明であり、視聴できない状態にある。

## スタッフ
- 監督：熊谷草弥
- 脚本：青山大乗
- 撮影：奥田陽蔵

## キャスト
- 郷孫之丞：松本栄三郎
- キングコング：大橋史典
- 鳥羽兵衛：市川礼三郎
- 千浪：美島麗子
- 傴僂男黒阿弥：尾形章二郎
- 井上銀兵衛：毛利三四郎
- 河崎譲：高島登
- 瀬川琴之助：社恵之助
- 中沢新十郎：多賀新
- 東鉄三郎：芝笑太郎
- 松平伊豆守：日疋龍太郎
- 炭屋の番頭：松平圭介
- 醤油屋の番頭：吉井菊太郎
- 米屋の丁稚：実川童

## 備考
2012年よりYoutubeに本作の断片とされる映像が投稿されたが、これは1977年公開のイタリア映画『雪男イエティ』を元にしたフェイクだったことが解っている。